# Curriea pulchripennis
Curriea pulchripennis är en stekelart som beskrevs av Gyöö Viktor Szépligeti 1908. Curriea pulchripennis ingår i släktet Curriea och familjen bracksteklar. Inga underarter finns listade i Catalogue of Life.